# Campoplex pumilus
Campoplex pumilus är en stekelart som beskrevs av Statz 1938. Campoplex pumilus ingår i släktet Campoplex och familjen brokparasitsteklar. Inga underarter finns listade.